# Machault (Ardennes)
Pour les articles homonymes, voir Machault.
Machault est une commune française, située dans le département des Ardennes en région Grand Est.

## Géographie
| Mont-Saint-Remy |                       | Dricourt et Leffincourt |
| Cauroy          | Machault              |                         |
|                 | Saint-Étienne-à-Arnes | Semide                  |

C'est un plateau aux larges ondulations, qui fait partie de ce qui a été appelé par le passé la Champagne crayeuse ou, de façon très explicite, la Champagne pouilleuse : un pays longtemps sec et désolé, mais finalement devenu un pays de terre labourable, propice à l'agriculture. Une mince couche d'une vingtaine de centimètres de terre arable  recouvre un sol crayeux. Ce sol absorbe l'eau mais la restitue aux racines des plantes, betteraves et céréales,.

### Hydrographie
La commune est dans la région hydrographique « la Seine du confluent de l'Oise (inclus) à l'embouchure » au sein du bassin Seine-Normandie. Elle n'est drainée par aucun cours d'eau,.

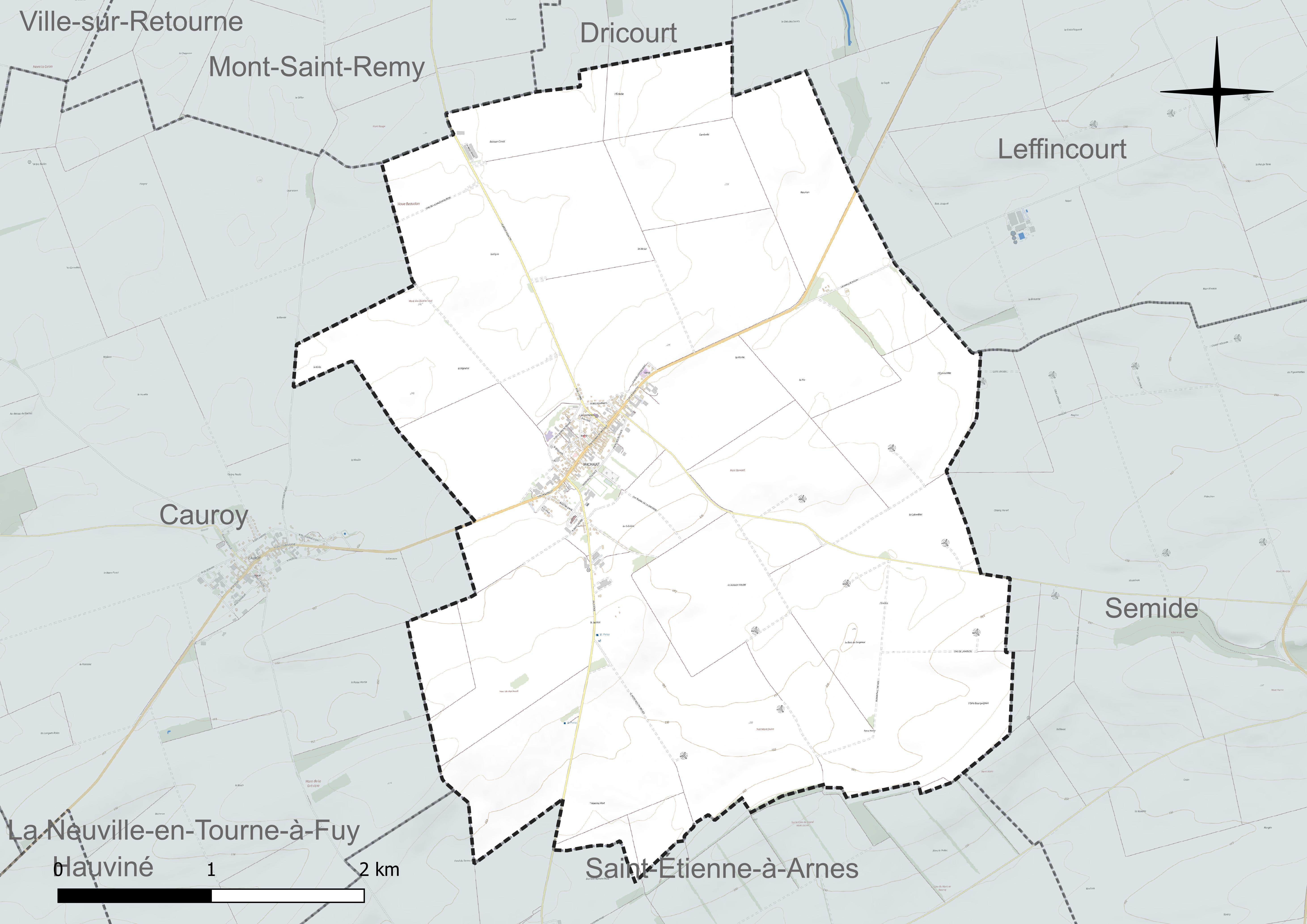
Réseau hydrographique de Machault.

### Climat
Pour des articles plus généraux, voir Climat du Grand Est et Climat des Ardennes.
En 2010, le climat de la commune est de type climat océanique dégradé des plaines du Centre et du Nord, selon une étude du Centre national de la recherche scientifique s'appuyant sur une série de données couvrant la période 1971-2000. En 2020, Météo-France publie une typologie des climats de la France métropolitaine dans laquelle la commune est exposée à un climat océanique altéré et est dans la région climatique Nord-est du bassin Parisien, caractérisée par un ensoleillement médiocre, une pluviométrie moyenne régulièrement répartie au cours de l’année et un hiver froid (3 °C).
Pour la période 1971-2000, la température annuelle moyenne est de 10,3 °C, avec une amplitude thermique annuelle de 15,6 °C. Le cumul annuel moyen de précipitations est de 780 mm, avec 11,9 jours de précipitations en janvier et 8,7 jours en juillet. Pour la période 1991-2020, la température moyenne annuelle observée sur la station météorologique de Météo-France la plus proche, « Cauroy », sur la commune de Cauroy à 2 km à vol d'oiseau, est de 10,8 °C et le cumul annuel moyen de précipitations est de 749,6 mm. 
La température maximale relevée sur cette station est de 42 °C, atteinte le 25 juillet 2019 ; la température minimale est de −16 °C, atteinte le 12 février 2012,,.
Les paramètres climatiques de la commune ont été estimés pour le milieu du siècle (2041-2070) selon différents scénarios d'émission de gaz à effet de serre à partir des nouvelles projections climatiques de référence DRIAS-2020. Ils sont consultables sur un site dédié publié par Météo-France en novembre 2022.

## Urbanisme

### Typologie
Au 1er janvier 2024, Machault est catégorisée commune rurale à habitat dispersé, selon la nouvelle grille communale de densité à 7 niveaux définie par l'Insee en 2022.
Elle est située hors unité urbaine. Par ailleurs la commune fait partie de l'aire d'attraction de Reims, dont elle est une commune de la couronne,. Cette aire, qui regroupe 294 communes, est catégorisée dans les aires de 200 000 à moins de 700 000 habitants,.

### Occupation des sols
L'occupation des sols de la commune, telle qu'elle ressort de la base de données européenne d’occupation biophysique des sols Corine Land Cover (CLC), est marquée par l'importance des territoires agricoles (97,3 % en 2018), une proportion sensiblement équivalente à celle de 1990 (97,7 %). La répartition détaillée en 2018 est la suivante : 
terres arables (97,3 %), zones urbanisées (2,7 %). L'évolution de l’occupation des sols de la commune et de ses infrastructures peut être observée sur les différentes représentations cartographiques du territoire : la carte de Cassini (XVIIIe siècle), la carte d'état-major (1820-1866) et les cartes ou photos aériennes de l'IGN pour la période actuelle (1950 à aujourd'hui).

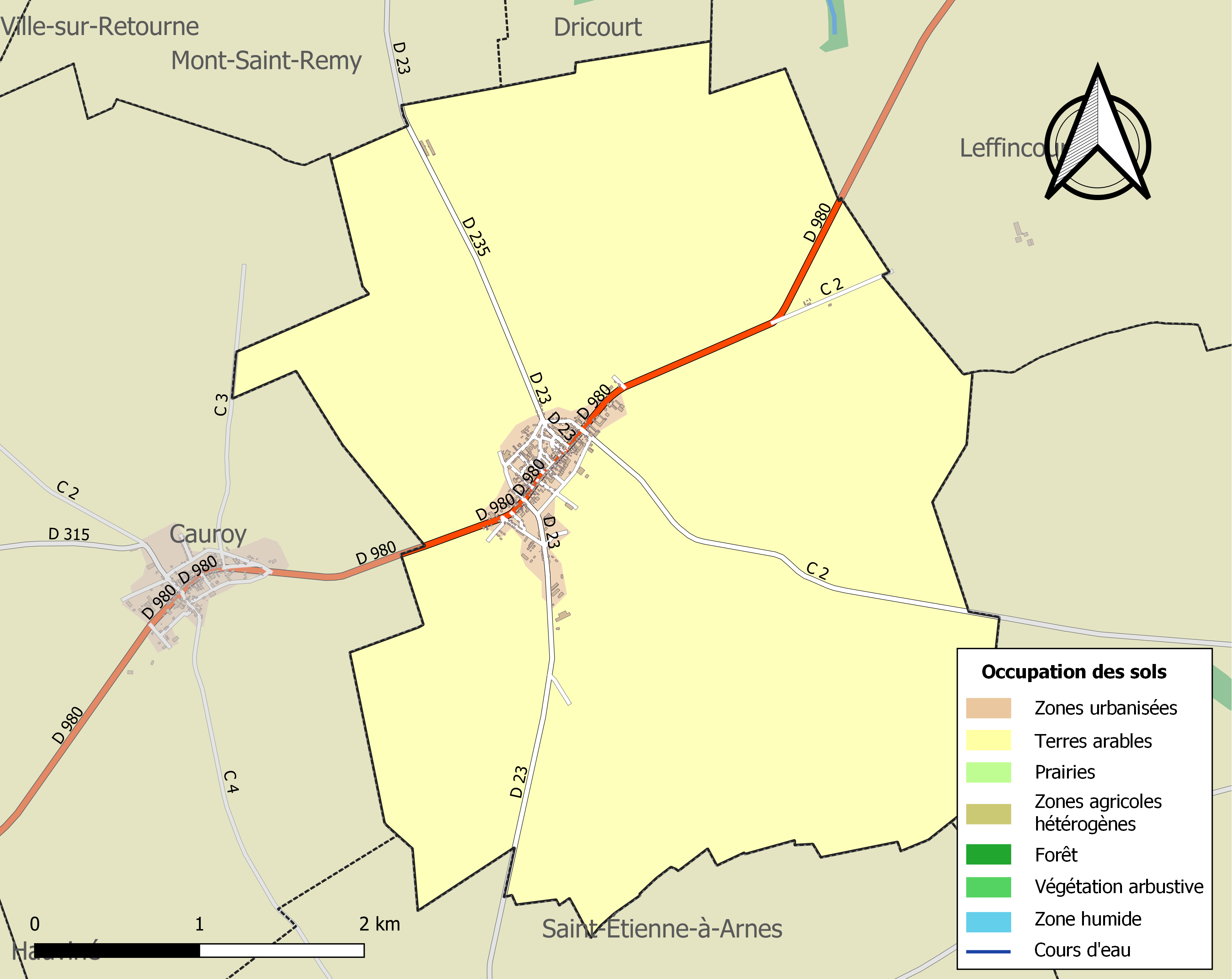
Carte des infrastructures et de l'occupation des sols de la commune en 2018 (CLC).

## Histoire
Des documents écrits sur Machault  remontent jusqu'au XIIIe siècle, et ce territoire appartient déjà aux comtes de Rethel. En 1397, Venceslas de Luxembourg, roi de Germanie, accompagné du frère du roi de France, Louis, duc d'Orléans, se rendant à Reims pour y rencontrer Charles VI, séjourne dans le village. La vicomté de Machault est créée au XVIe siècle. À la Révolution française, le vicomte de Machault émigre et meurt à Naples.
Lors de la Première Guerre mondiale, le 1er septembre 1914, le village est traversé par une partie de la 22e division d’infanterie qui bat en retraite comme le reste de l’Armée française. Cette division a combattu à Maissin (Belgique) (à 25 km au nord-est de Bouillon) le 22 août 1914 puis à Chaumont-Saint-Quentin, village voisin de Thelonne dans le massif de La Marfée, le 27 août. Après avoir transité par Attigny et Pauvres, la moitié de la division (c'est-à-dire la 44e  brigade composée du 19e Régiment d’Infanterie de Brest et du 118e Régiment d’Infanterie de Quimper) stationne à Leffincourt les 31 août et 1er septembre où le 118e RI reçoit un renfort de 800 hommes, ce qui en dit long sur les pertes subies les jours précédents (en 1914, un régiment compte 3400 hommes). Ils quittent Leffincourt le 1er septembre à 16 heures pour atteindre, à 22 heures, Saint-Hilaire-le-Petit après avoir traversé Machault, Saint-Étienne et Saint-Pierre à Arnes. Machault subit à cette occasion un bombardement qui cause des incendies et destructions dans le nord du village, village où les Allemands font leur entrée le 2 septembre 1914. Le front se stabilise en septembre. Machault est occupée. Cette occupation va durer jusqu’au 11 octobre 1918. Plus des trois quarts des habitants ont déjà abandonné leur maison pour entreprendre un exode devant l’avancée des troupes allemandes, en plus de la soixantaine d'hommes mobilisés (au recensement de 1911, la commune comptait 550 habitants).
Le 6 avril 1917, les États-Unis entrent en guerre. L’armée française entreprend l’offensive du Chemin des Dames entre Soissons et Berry-au-Bac à partir du 16 avril 1917 (jour où tombent deux Machaulais, Henri Danneaux et Albert Soudan). Le lendemain, les Monts de Champagne (Nauroy, Moronvilliers) sont attaqués à leur tour. Le 6 juin 1917, les Allemands décident une évacuation forcée des habitants restés sur place, vers le nord des Ardennes ou en Belgique. De mars à juillet 1918, une série d’offensives allemandes, destinées à mettre fin à la guerre avant l’arrivée massive des troupes américaines, échoue.
Les contre-offensives alliées vont permettre la libération d’une très grande partie des territoires occupés. C'est notamment l'offensive Meuse-Argonne. Sommepy est libérée le 27 septembre 1918. Le Blanc Mont est conquis par les Américains, appuyés par la 21e division française, début octobre. Machault est libérée le 11 par les Américains de la 36e division US et les Français. Les Français se trouvent à 100 mètres environ de l’entrée du village, côté Cauroy, mais ce sont les troupes américaines qui entrent dans le village pour en chasser les Allemands.
Les premiers Machaulais à revenir au village le font dès le 18 octobre, d’autres ne les rejoignant qu’en février 1919.
Pendant la Seconde Guerre mondiale et la bataille de France, la 14e division d'infanterie commandée par Jean de Lattre de Tassigny résiste pendant un mois dans la région de Rethel et de Machault, fait des prisonniers, puis doit se replier à partir du 10 juin, tout en menant des combats retardateurs,.

## Politique et administration
| Période                                  | Période                   | Identité                                       | Étiquette | Qualité   |
| ---------------------------------------- | ------------------------- | ---------------------------------------------- | --------- | --------- |
| avant 1875                               | après 1876                | Hureaux                                        |           |           |
| ?                                        | mars 2001                 | Françoise Létinois                             | DVD       |           |
| mars 2001                                | mars 2014                 | Gilles Didier                                  |           |           |
| mars 2014                                | En cours (au 25 mai 2020) | Chantal Piérot Réélue pour le mandat 2020-2026 |           | Retraitée |
| Les données manquantes sont à compléter. |                           |                                                |           |           |

## Démographie
L'évolution du nombre d'habitants est connue à travers les recensements de la population effectués dans la commune depuis 1793. Pour les communes de moins de 10 000 habitants, une enquête de recensement portant sur toute la population est réalisée tous les cinq ans, les populations de référence des années intermédiaires étant quant à elles estimées par interpolation ou extrapolation. Pour la commune, le premier recensement exhaustif entrant dans le cadre du nouveau dispositif a été réalisé en 2007.

En 2022, la commune comptait 492 habitants, en évolution de −2,96 % par rapport à 2016 (Ardennes : −2,97 %, France hors Mayotte : +2,11 %).
| 1793 | 1800 | 1806 | 1821 | 1831 | 1836 | 1841 | 1846 | 1851 |
| ---- | ---- | ---- | ---- | ---- | ---- | ---- | ---- | ---- |
| 530  | 524  | 557  | 653  | 682  | 732  | 744  | 784  | 759  |

| 1866 | 1872 | 1876 | 1881 | 1886 | 1891 | 1896 | 1901 | 1906 |
| ---- | ---- | ---- | ---- | ---- | ---- | ---- | ---- | ---- |
| 724  | 686  | 641  | 615  | 656  | 665  | 637  | 576  | 592  |

| 1911 | 1921 | 1926 | 1931 | 1936 | 1946 | 1954 | 1962 | 1968 |
| ---- | ---- | ---- | ---- | ---- | ---- | ---- | ---- | ---- |
| 550  | 553  | 524  | 523  | 530  | 450  | 512  | 523  | 551  |

| 1975 | 1982 | 1990 | 1999 | 2006 | 2007 | 2012 | 2017 | 2022 |
| ---- | ---- | ---- | ---- | ---- | ---- | ---- | ---- | ---- |
| 511  | 440  | 459  | 437  | 488  | 495  | 503  | 505  | 492  |

## Culture locale et patrimoine

### Décorations françaises
Croix de guerre 1914-1918 : 1er mars 1921.

### Lieux et monuments
- Église Saint-Pierre-et-Saint-Paul classée monument historique en 1919[27].

### Personnalités liées à la commune
- Guillaume de Machaut (v.1300-1377), écrivain et compositeur français du XIVe siècle y est probablement né.
- Pierre Benomont (1679-1772), chirurgien, est né à Machault.
- Jean-Baptiste Caqué (1720-1787), médecin et chirurgien, y est né.
- Charles-Marie Simon (1782-1830),  médecin, y est né.
- René Tinant, sénateur des Ardennes, maire de Cauroy-lès-Machault.

### Héraldique
| Armes de Machault | Les armes de Machault se blasonnent ainsi : Gironné d’argent et de sable de dix pièces, chaque giron de sable chargé de trois croisettes recroisetées aussi d’argent ordonnées 1.2 dans le sens du giron, au franc-quartier d’or chargé d’un lion aussi de sable, au bâton de gueules brochant en bande sur le tout. |